# Knut Borch
Knut Håkon Borch (ur. 29 stycznia 1980 w Seattle) – norweski piłkarz występujący na pozycji bramkarza.

## Kariera klubowa
Borch przez całą karierę występował w zespole Tromsø IL. Treningi w nim rozpoczął w 1986 roku. W sezonie 1997 został włączony do pierwszej drużyny Tromsø, grającej w pierwszej lidze. Zadebiutował w niej 15 czerwca 1997 w zremisowanym 2:2 meczu z Sogndalem. W sezonie 2001 spadł z zespołem do drugiej ligi, ale w kolejnym awansował z nim z powrotem do pierwszej. W Tromsø grał do końca kariery w 2007 roku. Łącznie rozegrał tam 95 ligowych spotkań.

## Kariera reprezentacyjna
W reprezentacji Norwegii Borch wystąpił jeden raz, 28 stycznia 2005 w towarzyskim meczu z Jordanią. Wcześniej grał też w reprezentacjach młodzieżowych, na szczeblach U-16, U-18, U-19 oraz U-21.